# Henry Boyd
Henry Boyd (ur. 24 grudnia 1869, zm. lipiec 1935) – szkocki piłkarz, który występował na pozycji napastnika.
Karierę piłkarską rozpoczął w Sunderland Albion. Następnie grał w Burnley i West Bromwich Albion, skąd w maju 1894 przeszedł do Woolwich Arsenal. W październiku 1894 doznał złamania nogi w meczu towarzyskim z Sunderlandem i zmuszony był pauzować przez ponad rok. W sumie w Arsenalu rozegrał 41 meczów i zdobył 32 bramki.
W styczniu 1897 przeszedł do Newton Heath za 45 funtów. W sezonie 1897/1898 był najlepszym strzelcem zespołu z 22 bramkami. W sierpniu 1899 odszedł do Falkirk.